# 컨피던스 어워드 드라마상
컨피던스 어워드 드라마상(コンフィデンスアワード・ドラマ賞)은 일본의 텔레비전 드라마에 대한 상이다. 오리콘 그룹 회사에서 출판 사업을 다루는 오리콘 엔터테인먼트가 발행하는 주간 엔터테인먼트 비즈니스 잡지 《컨피던스》가 주최한다. 시즌마다 심사가 이루어지기 때문에 연 4회 개최되고있다.